# PGC 44809
PGC 44809 (auch IC 4042A) ist eine linsenförmige Galaxie vom Hubble-Typ S0 im Sternbild Haar der Berenike  am Nordsternhimmel. Sie ist schätzungsweise 374 Millionen Lichtjahre von der Milchstraße entfernt und hat einen Durchmesser von etwa 45.000 Lichtjahren. Die Galaxie gilt als Mitglied des Coma-Galaxienhaufens Abell 1656.
Im selben Himmelsareal befinden sich u. a. die Galaxien NGC 4906, IC 4041, IC 4042, IC 4044.
Die Typ-Ia-Supernova SN 2006bz wurde hier beobachtet.